# قلعه احمد
قلعه احمد یک روستا در ایران است که در دهستان بیارجمند شهرستان شاهرود واقع شده‌است. قلعه احمد ۵۶ نفر جمعیت دارد.